# Mammillaria pectinifera subsp. solisioides

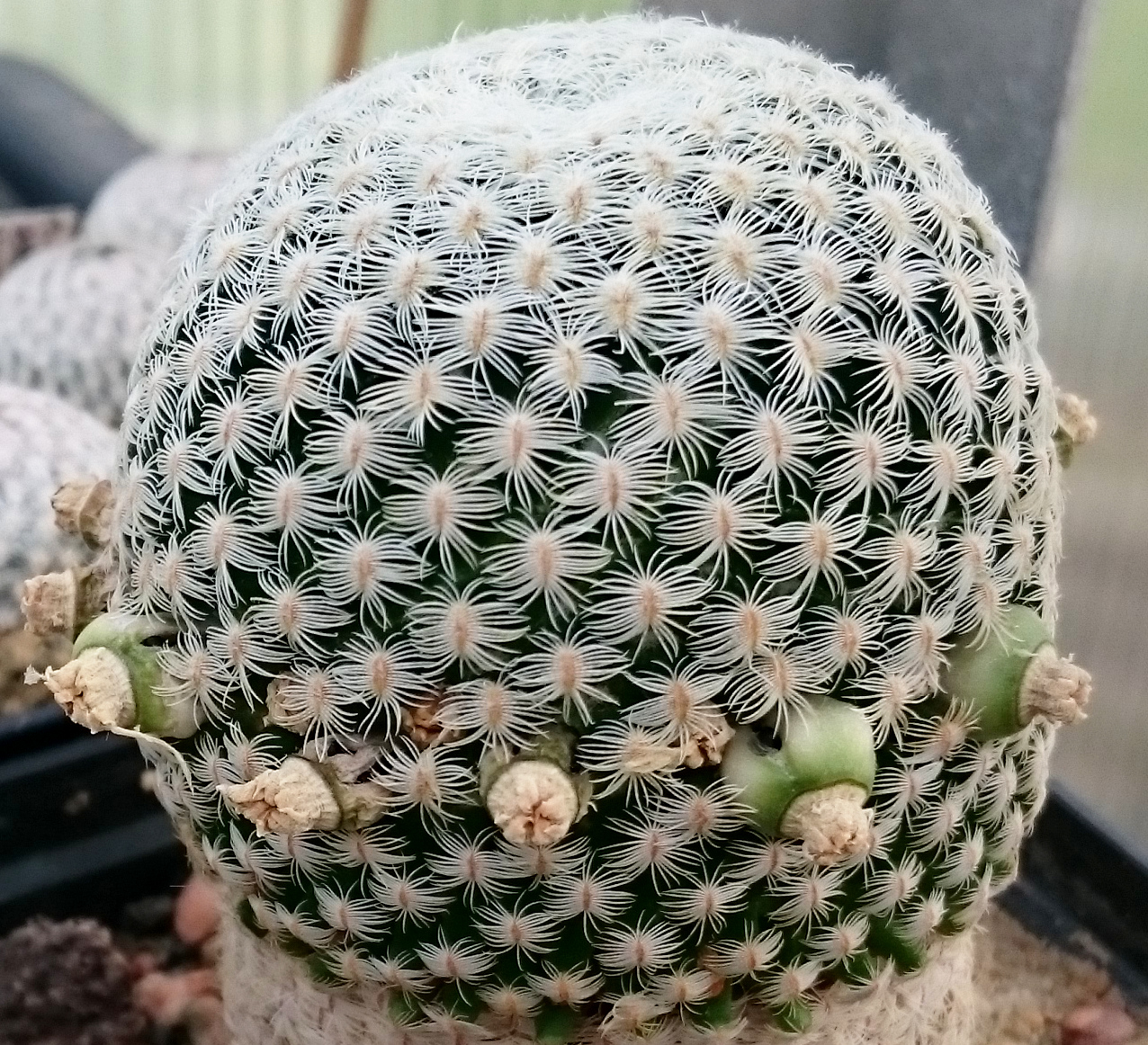
Früchte an Mammillaria solisioides

Mammillaria pectinifera subsp. solisioides ist eine Unterart der Pflanzenart Mammillaria pectinifera  aus der Gattung Mammillaria in der Familie der Kakteengewächse (Cactaceae). Das Artepitheton bedeutet 'einzeln vorkommend'.

## Beschreibung
Mammillaria pectinifera subsp. solisioides kommt vorwiegend einzeln aber auch gelegentlich in kleinen Gruppen vor. Der zylindrische Körper erreicht 2 bis 4 Zentimeter in der Höhe und im Durchmesser. Die Warzen sind kurz konisch. Auf ihnen sitzen ungefähr 25 Randdornen von kreidig schmutzig weißer Farbe. Sie sind bis zu 0,5 Zentimeter lang. Mitteldornen sind nicht vorhanden. Die Blüten sind gelb bis gelblich weiß und nur 14 Millimeter lang. Die Früchte sind grünlich und werden von den Pflanzen regelrecht zurückgehalten, so dass sie zwischen den Warzen oft nicht erkennbar sind (Serotinie). Die Samen sind groß und schwarz.

## Verbreitung, Systematik und Gefährdung
Mammillaria pectinifera subsp. solisioides ist in den  mexikanischen Bundesstaaten Oaxaca und Puebla endemisch. Die Art wächst vorwiegend unter Sträuchern auf alkalischen Böden und ist in Höhen zwischen 1300 und 1400 Metern in der trockenen Wüste heimisch.
Die Erstbeschreibung als Mammillaria solisioides erfolgte 1952 durch Curt Backeberg. Hunt David Richard stellte die Art 2005 als Unterart zur Art Mammillaria pectinifera. Weitere nomenklatorische Synonyme sind Mammillaria pectinifera f. solisioides (Backeb.) Sánchez-Mej. (1980) und Solisia solisioides (Backeb.) Doweld (2000).
Mammillaria pectinifera subsp. solisioides wird in Anhang I des Washingtoner Artenschutz-Übereinkommen geführt.

## Nachweise